# Dajjal
Masih ad-Dajjal (árabe: المسيح الدجال, literalmente "O Messias Impostor") é uma figura do mal na escatologia islâmica, onde será o impostor que irá se passar pelo Messias, antes do Dia da Ressurreição. Na linguagem ocidental, em algumas interpretações escatológicas, Dajjal seria o anticristo da teologia cristã. 
Dajjal é uma palavra árabe comum, funcionando como superlativo de dajl ("mentira", "decepção"). Segundo as hádices, Maomé teria previsto uma série de trinta Dajjal, ao fim do qual viria al-Masih ad-Dajjal. Ainda, Ali teria previsto que vários sinais antecederiam sua vinda, notavelmente a dominância do pecado entre os homens.
O termo al-Masih ad-Dajjāl (árabe para "o falso messias") é uma tradução literal do termo Siríaco - Mšīḥā Daggālā, do vocabulário comum do Oriente Médio e adaptado em língua árabe 400 anos antes do Alcorão através da Peshitta, a Bíblia em aramaico, que usa esse termo em vez do grego “Anticristo” (αντί + Χριστός).[carece de fontes?]